# Krollbach
Der Krollbach ist ein über 15 Kilometer langer orografisch rechtes Nebengewässer der Glenne im nordrhein-westfälischen Kreis Paderborn. 

## Etymologie

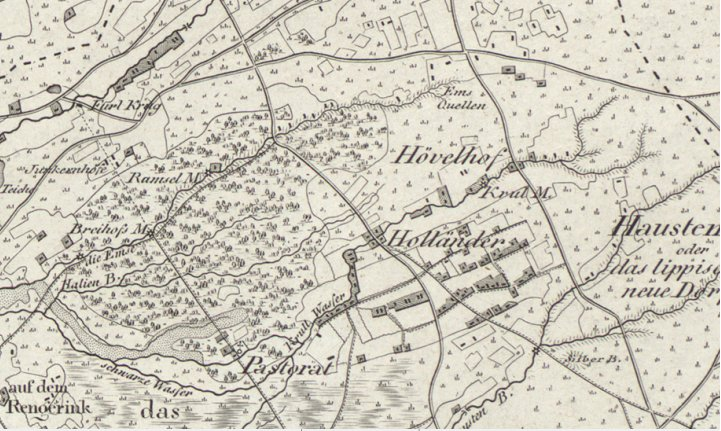
Karte von Hövelhof um 1805 mit Krull Wasser

Der Name des Krollbaches entstand aufgrund der Gestalt seines Binnendeltas wohl in Anlehnung an den Begriff Krull, der ursprünglich eine fächerförmige Frisur bezeichnete, oder an die Bezeichnung Krollen für eine fächerförmig geraffte Art von Tüchern und Hauben.
Der Krollbach war jedoch offenbar lange Zeit ein namenloses Gewässer. Darauf deutet unter anderem der Name einer vor 1700 am Bachlauf entstandenen Reihensiedlung hin, die lediglich als „Teichwasser“ bezeichnet wurde; und noch 1828 weist die damalige Katasterkarte eine am Krollbach befindliche Straße mit der einfachen Bezeichnung „Wasserweg“ aus. Die Bezeichnung des Gewässers als Krull Wasser findet sich erstmals in einer Karte aus dem Jahr 1805 (siehe Abbildung).

## Geographie

### Verlauf
Die Quelle des Krollbaches befindet sich auf rund 153 Metern Höhe innerhalb des Truppenübungsplatzes Senne und somit auf dem Gelände eines militärischen Sperrgebietes. Wie bei den meisten in diesem Bereich entspringenden Gewässern schließt sich auch beim Krollbach oberhalb des Quellgebietes ein Trockental an.
Das Gewässer fließt der Abflachung der dem Teutoburger Wald vorgelagerten Sennelandschaft folgend in südwestliche Richtung innerhalb eines Kastentals ab, passiert nach rund drei Kilometern Fließstrecke die ehemalige Krollmühle, durchquert anschließend den Südrand des Naturschutzgebietes Moosheide und durchfloss dort bis Ende 2018 einen zum Zwecke des Sandfangs errichteten Teich. Dieser Teich wurde im Zuge der Errichtung eines Regenrückhaltebeckens nördlich der Bundesautobahn 33 aufgelöst.

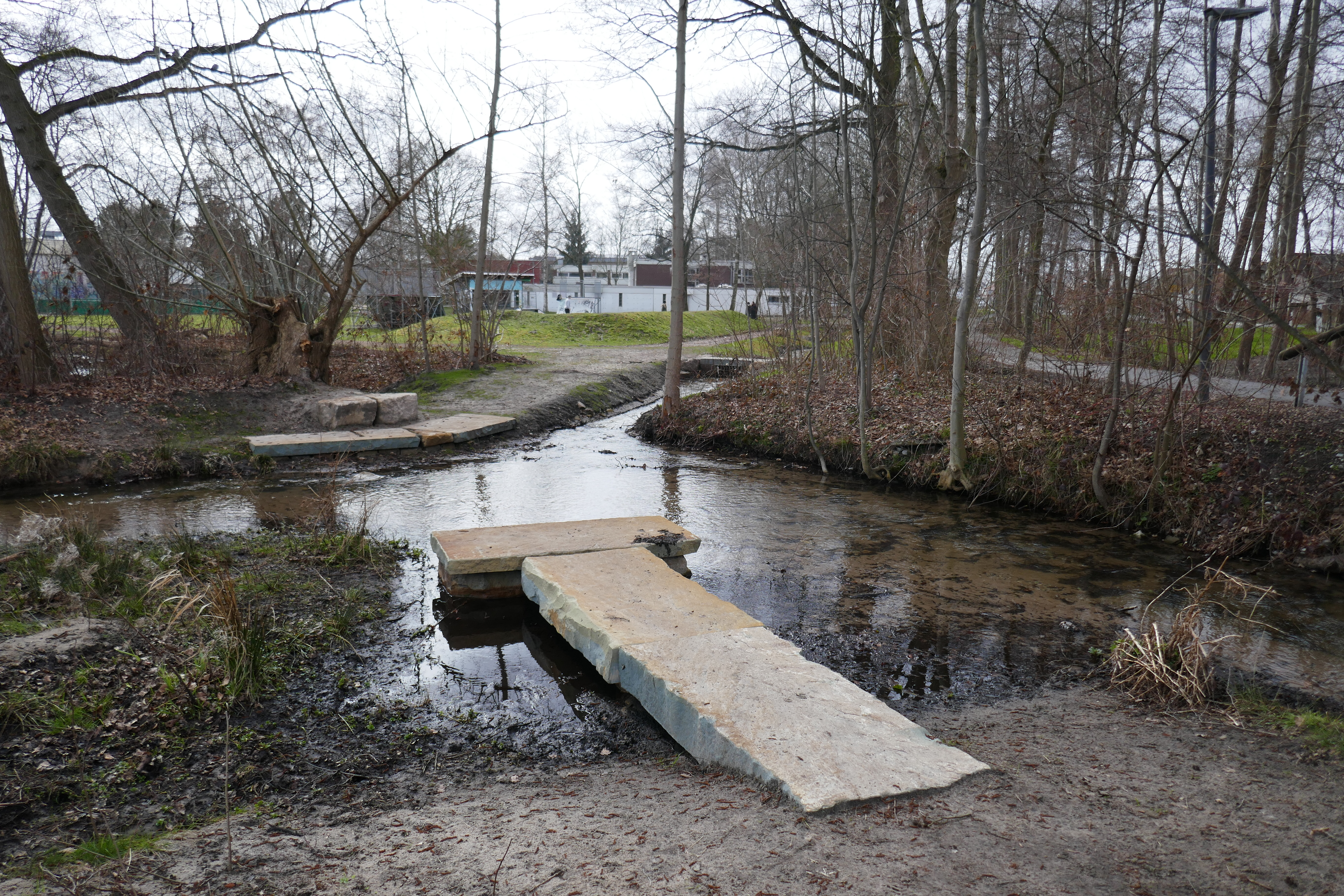
Bifurkation von Krollbach (links weiterfließend) und Schwarzwasserbach (rechts abzweigend) in Hövelhof

Nach der Querung der A 33 wendet sich der Krollbach dem Siedlungsbereich von Hövelhof zu und erreicht am Ostrand der Ortschaft eine Flussbifurkation, über die der als Schwarzwasserbach bezeichnete rechte Arm in westliche Richtung zur Ems abfließt. Der Krollbach führt im weiteren Verlauf südwestlich an Hövelhof vorbei und erreicht unterhalb des Orts das rund 121,8 ha große Naturschutzgebiet Erdgarten-Lauerwiesen. Innerhalb dieser aus Feuchtwiesen und Erlenbruchwald bestehenden Schutzfläche übertritt der Bach das Stadtgebiet von Delbrück.
Östlich des Ortsteils Ostenland befindet sich eine erste kanalartige Verbindung zur nur unwesentlich weiter südlich verlaufenden und in diesem Bereich als Haustenbach bezeichneten Glenne; der Krollbach folgt der Glenne jedoch in annähernd parallelem Verlauf über weitere 2,5 km und mündet schließlich südlich von Ostenland auf Höhe des Wasserwerkes in diese ein.
Der Krollbach überwindet während seiner 15,3 km langen Fließstrecke einen Höhenunterschied von 58 Metern, somit ergibt sich ein mittleres Sohlgefälle von 3,8 ‰.

### Zuflüsse und Abzweigungen
- Schwarzwasserbach (rechte Abzweigung)
- Kastenbach (links)

## Gewässergüte
Da sich der Krollbach im Oberlauf innerhalb eines Sperrgebietes befindet, ist die Gewässergüte zumindest dort mangels landwirtschaftlicher oder industrieller Einleitungen kaum beeinträchtigt. Auch die Gewässerstruktur zeigt im Oberlauf einen weitestgehend naturnahen Zustand. Mit dem Eintritt des Flusslaufes in das Hövelhofer Siedlungsgebiet nimmt die Gewässerstrukturgüte jedoch signifikant ab und wird in einigen Abschnitten als merklich bis stark geschädigt eingestuft.

## Geschichte
Infolge von Sedimentation sowie durch die Einwirkung der Staubarriere eines langgestreckten Moränenwalls besaß der Krollbach einst eine geflechtartige Struktur aus einzelnen Bachläufen, Teichen und Sumpfflächen und erschwerte durch dieses Binnendelta lange Zeit die Entwicklung der Hövelhofer Ortsmitte. Noch um 1930 umspülte ein Teil dieser Bachläufe den heutigen Ortskern. Jedoch begann man bereits zu Beginn des 19. Jahrhunderts mit einer Kanalisierung der einzelnen Krollbacharme und legte in dieser Folge den nördlichen Arm trocken. Einzelne Reste der ehemals durch diesen Arm gespeisten Teiche sowie des Bachbettes sind noch heute erkennbar.